# ماه آتشین
ماه آتشین (اسپانیایی: Luna de Fuego‎) دومین آلبوم استودیویی گروه موسیقی جیپسی کینگز است که در سال ۱۹۸۳ در اروپا به بازار عرضه شد.
همچون آلبوم شادی، ماه آتشین نیز به شیوه‌ای سنتی و تنها با استفاده از گیتار آکوستیک، کف‌زدن و آواز تهیه شد و از تجهیزات الکترونیک و پیشرفته صداسازی در آن استفاده نشد.

## فهرست آهنگ‌ها و ترانه‌ها
همهٔ ترانه‌ها توسط تمامی ترانه‌ها توسط جیپسی کینگز نوشته و ساخته شدند بجز مورد ۷ که حاصل همکاری مشترک جیپسی کینگز و رِیـِس بود. نوشته شده‌است.
| شماره      | نام                  | مدت   |
| ---------- | -------------------- | ----- |
| ۱.         | «عشق یک‌روزه»         | ۴:۴۶  |
| ۲.         | «ماه آتشین» (بی‌کلام) | ۳:۲۷  |
| ۳.         | «جمجمه»              | ۲:۳۹  |
| ۴.         | «کهکشان» (بی‌کلام)    | ۲:۵۳  |
| ۵.         | «قطع رابطه»          | ۴:۲۶  |
| ۶.         | «جیپسی‌راک» (بی‌کلام)  | ۳:۵۴  |
| ۷.         | «تندباد شن»          | ۴:۴۷  |
| ۸.         | «شاهدخت»             | ۳:۲۲  |
| ۹.         | «فراموش‌شده» (بی‌کلام) | ۲:۳۱  |
| ۱۰.        | «صد»                 | ۳:۱۹  |
| مجموع مدت: | مجموع مدت:           | ۳۵:۴۵ |